# Jednostki szkolne Wojska Polskiego
Jednostki szkolne Wojska Polskiego
- 1 Mieszany Szkolno-Treningowy Pułk Lotniczy
- 1 Ośrodek Szkolenia Kierowców od 2000
- 1 Samodzielny Batalion Szkolny – powołany w czerwcu 1943 przez dowódcę 1 DP
- 1 Samodzielny Morski Batalion Zapasowy
- 1 Szkolna Dywizja Piechoty
- 1 Szkolny Pułk Samochodowy
- 13 Batalion Szkolny – JW 1696
- 14 Szkolny Batalion Rozpoznawczy – w Giżycku
- 15 Dywizja Zmechanizowana im. Gwardii Ludowej
- 15 Mieszany Szkolno-Treningowy Pułk Lotniczy
- 2 Warszawska Dywizja Zmechanizowana
- 3 Pomorski Lotniczy Pułk Szkolno-Bojowy 1988-1992
- 3 Szkolny Pułk Czołgów
- 33 Szkolny Batalion Ciągników Gąsienicowych – JW 5523; w Łomży
- 33 Szkolny Batalion Młodszych Specjalistów Remontu Traktorów – JW 5523; w Łomży
- 33 Szkolny Batalion Naprawy Traktorów – JW 5523; w Łomży
- 38 Lotniczy Pułk Szkolny 1974-1979
- 38 Lotniczy Pułk Szkolno-Bojowy 1980-1988
- 45 Batalion Szkolny – w Babim Moście
- 52 Lotniczy Pułk Szkolny
- 58 Lotniczy Pułk Szkolny
- 59 Lotniczy Pułk Szkolny
- 6 Batalion Szkolny – w Niepołomicach
- 60 Lotniczy Pułk Szkolny 1958-2000
- 66 Lotniczy Pułk Szkolny
- 7 Pułk Pancerny (PSZ)
- 8 Łódzki Szkolny Pułk Samochodowy KBW
- 9 Szkolny Batalion Powietrznodesantowy
- Batalion Szkolny Centrum Wyszkolenia Żandarmerii – w Grudziądzu
- Batalion Szkolny Korpusu Ochrony Pogranicza – w  Osowcu (1928-1930)
- Batalion Szkolny Oficerskiej Szkoły Sanitarnej – w Warszawie
- Batalion Szkolny Podchorążych Piechoty – w Biedrusku
- Batalion Szkolny Podchorążych Rezerwy Piechoty – w Zambrowie
- Batalion Szkolny Saperów
- Brygada Szkolna (PSZ) 1941-?
- Centralna Szkoła Podoficerów Korpusu Ochrony Pogranicza w Osowcu (1930-1939)
- Ośrodek Zapasowy Broni Pancernej 1944
- Samodzielny Pułk Szkolny KBW – w Szczytnie
- Samodzielny Szkolny Batalion Łączności – w Prudniku
- Batalion Sterowcowy OSA – w Toruniu
- 47 Szkolny Pułk Śmigłowców -  Nowe Miasto nad Pilicą